# Кадин (остров)
Кадин (англ. Kadin Island) — остров в составе архипелага Александра, вблизи юго-восточного побережья штата Аляска, США.
Расположен напротив устья реки Стикин, в 7 км к северо-западу от острова Врангеля. Остров составляет примерно 3,5 км в длину. Самая высокая точка — 424 м над уровнем моря.
Остров был назван в 1863 году участниками русской экспедиции с корвета Рында. Получил название в честь лоцмана Михаила Кадина — одного из участников экспедиции, алеута, родившегося в Атке. Ранее, в 1848—1850 годах, Кадин рисовал карты этих мест в атласе Тебенькова.